# Puchar Albanii w piłce siatkowej mężczyzn
Puchar Albanii w piłce siatkowej mężczyzn (alb. Kupa e volejbollit e Shqipërisë meshkuj) – cykliczne krajowe rozgrywki sportowe, organizowane corocznie od 1954 roku przez Albański Związek Piłki Siatkowej (Federata Shqiptare e Volejbollit) dla albańskich męskich klubów siatkarskich.
Pierwszym zdobywcą Pucharu Albanii był klub Partizani Tirana. Jak dotychczas najwięcej tytułów (18) zdobył klub Dinamo Tirana.

## Triumfatorzy
| Sezon     | Miejsce finału | Zwycięzca         | Finalista        | Wynik spotkania                         |
| --------- | -------------- | ----------------- | ---------------- | --------------------------------------- |
| 1954      |                | Partizani Tirana  |                  |                                         |
| 1955      |                |                   |                  |                                         |
| 1956      |                | Dinamo Tirana     |                  |                                         |
| 1957      |                | Spartaku Tirana   |                  |                                         |
| 1958      |                | 17 Nëntori Tirana |                  |                                         |
| 1959      |                |                   |                  |                                         |
| 1960      |                | Partizani Tirana  |                  |                                         |
| 1961      |                | Dinamo Tirana     |                  |                                         |
| 1962      |                | Dinamo Tirana     |                  |                                         |
| 1963      |                | Partizani Tirana  |                  |                                         |
| 1964      |                | 17 Nëntori Tirana |                  |                                         |
| 1965      |                | Dinamo Tirana     |                  |                                         |
| 1966      |                | Dajti Tirana      |                  |                                         |
| 1967      |                | Dinamo Tirana     |                  |                                         |
| 1968      |                | Dinamo Tirana     |                  |                                         |
| 1968/1969 |                | Vllaznia Szkodra  |                  |                                         |
| 1969/1970 |                | Vllaznia Szkodra  |                  |                                         |
| 1970/1971 |                | Partizani Tirana  |                  |                                         |
| 1971/1972 |                | Dinamo Tirana     |                  |                                         |
| 1972/1973 |                | Vllaznia Szkodra  |                  |                                         |
| 1973/1974 |                | Partizani Tirana  |                  |                                         |
| 1974/1975 |                | Dinamo Tirana     |                  |                                         |
| 1975/1976 |                | Dinamo Tirana     |                  |                                         |
| 1976/1977 |                | Partizani Tirana  |                  |                                         |
| 1977/1978 |                | Dinamo Tirana     |                  |                                         |
| 1978/1979 |                | Dinamo Tirana     |                  |                                         |
| 1979/1980 |                | Dinamo Tirana     |                  |                                         |
| 1980/1981 |                | Dinamo Tirana     |                  |                                         |
| 1981/1982 |                | Partizani Tirana  |                  |                                         |
| 1982/1983 |                | Dinamo Tirana     |                  |                                         |
| 1983/1984 |                | Dinamo Tirana     |                  |                                         |
| 1984/1985 |                | Vllaznia Szkodra  |                  |                                         |
| 1985/1986 |                | Dinamo Tirana     |                  |                                         |
| 1986/1987 |                | 17 Nëntori Tirana |                  |                                         |
| 1987/1988 |                | Vllaznia Szkodra  |                  |                                         |
| 1988/1989 |                | Vllaznia Szkodra  |                  |                                         |
| 1989/1990 |                | Dinamo Tirana     |                  |                                         |
| 1990/1991 |                | 17 Nëntori Tirana |                  |                                         |
| 1991/1992 |                | Tirana            |                  |                                         |
| 1992/1993 |                | Partizani Tirana  |                  |                                         |
| 1993/1994 |                | Partizani Tirana  |                  |                                         |
| 1994/1995 |                | Studenti Tirana   |                  |                                         |
| 1995/1996 |                | Tirana            |                  |                                         |
| 1996/1997 |                | Studenti Tirana   |                  |                                         |
| 1997/1998 |                | Erzeni            |                  |                                         |
| 1998/1999 |                | Erzeni            |                  |                                         |
| 1999/2000 |                | Teuta Durrës      |                  |                                         |
| 2000/2001 |                | Studenti Tirana   |                  |                                         |
| 2001/2002 |                | Studenti Tirana   |                  |                                         |
| 2002/2003 |                | Dinamo Tirana     |                  |                                         |
| 2003/2004 |                | Studenti Tirana   |                  |                                         |
| 2004/2005 |                | Studenti Tirana   |                  |                                         |
| 2005/2006 |                | Studenti Tirana   |                  |                                         |
| 2006/2007 |                | Studenti Tirana   |                  |                                         |
| 2007/2008 |                | Studenti Tirana   |                  |                                         |
| 2008/2009 |                | Studenti Tirana   |                  |                                         |
| 2009/2010 |                | Studenti Tirana   | Teuta Durrës     | 3:1                                     |
| 2010/2011 | Tirana         | Studenti Tirana   | Tirana           | 3:0 (25:21, 25:21, 25:16)               |
| 2011/2012 | Durrës         | Studenti Tirana   | Teuta Durrës     | 3:1 (25:18, 25:17, 21:25, 25:21)        |
| 2012/2013 |                | Studenti Tirana   | Teuta Durrës     | 3:1 (14:25, 25:14, 25:20, 25:15)        |
| 2013/2014 |                | Studenti Tirana   | Vllaznia Szkodra | 3:0 (25:21, 29:27, 25:22)               |
| 2014/2015 |                | Studenti Tirana   |                  |                                         |
| 2015/2016 |                | Studenti Tirana   | Teuta Durrës     | 3:2                                     |
| 2016/2017 | Tirana         | Partizani Tirana  | Vllaznia Szkodra | 3:2 (25:23, 22:25, 20:25, 25:15, 17:15) |
| 2017/2018 | Tirana         | Partizani Tirana  | Studenti Tirana  | 3:0 (25:16, 25:18, 25:21)               |
| 2018/2019 | Tirana         | Erzeni            | Partizani Tirana | 3:0 (25:15, 25:21, 25:20)               |
| 2019/2020 | Tirana         | Partizani Tirana  | Erzeni           | 3:2 (21:25, 25:18, 26:28, 26:24, 15:11) |
| 2020/2021 | Tirana         | Partizani Tirana  | Erzeni           | 3:2 (25:23, 18:25, 23:25, 25:19, 15:10) |
| 2021/2022 | Tirana         | Tirana            | Erzeni           | 3:1 (25:22, 21:25, 25:14, 25:16)        |
| 2022/2023 | Tirana         | Tirana            | Erzeni           | 3:1 (25:18, 26:28, 25:21, 25:19)        |
| 2023/2024 | Tirana         | Partizani Tirana  | Tirana           | 3:0 (25:12, 25:22, 25:22)               |
| 2024/2025 | Korcza         | Partizani Tirana  | Tirana           | 3:0 (25:19, 25:18, 25:23)               |

## Bilans klubów
| Klub             | złoto |
| ---------------- | ----- |
| Dinamo Tirana    | 18    |
| Studenti Tirana  | 17    |
| Partizani Tirana | 15    |
| Tirana           | 9     |
| Vllaznia Szkodra | 6     |
| Erzeni           | 3     |
| Teuta Durrës     | 1     |
| Dajti Tirana     | 1     |